# کامیل کازبی
کامیل اولیویا کازبی (Camille Olivia Cosby) (نام هنگام تولد: هانکس) (Hanks) (زادهٔ ۲۰ مارس ۱۹۴۴)، انسان‌دوست، همسر کمدین بیل کازبی و تهیه‌کننده تلویزیونی آمریکایی است. شخصیت داستانی کلیر هاکستیبل در سری «کازبی شو» بر پایه زندگی کامیل ساخته شده است. کازبی از زندگی اجتماعی دوری می‌کند، اما به عنوان مدیر در تجارت شوهرش فعال بوده و همچنین خود را مشغول حوزه دانشگاه و نوشتن کرده است. کازبی در ۱۹۹۰ میلادی مدرک فوق لیسانس خود را از دانشگاه ماساچوست در امهرست به‌دست آورده و متعاقباً در ۱۹۹۲ میلادی دکترای تخصصی را کسب کرد.

## اوایل زندگی و تحصیلات
کامیل اولیویا هانکس در ۲۰ مارس ۱۹۴۴ در واشینگتن DC زاده شد، فرزند گای ای. هاکس سِر و کاترین سی. هانکس است و در نوربک، مریلند که درست در حومه واشینگتن واقع شده است، بزرگ شد. او بزرگ‌ترین فرزند از چهار فرزند خانواده است. پدر کازبی به عنوان داروساز در مرکز پزشکی والتر رید و مادرش در یک مهدکودک کار می‌کرد. والدین او هر دو تا سطح دانشگاه درس خوانده‌اند، پدرش مدرک فوق لیسانس خود را از دانشگاه فیسک و مادرش مدرک لیسانس خود را از دانشگاه هاوارد به‌دست آورده‌است.
کازبی در مدارس خصوصی کاتولیک آموزش دید. او نخست به مدرسه سنت سپریانز و متعاقباً به مدرسه سنت سیسیلیاز آکادمی رفت. کازبی اظهار داشت که:
«خواهران اوبلیت نخستین معلمین رسمی من بودند. آن‌ها کاری را انجام دادند که همهٔ معلمین باید انجام دهند و آن رساندن دانش در مورد یک محدوده وسیعی از احتمالات و مهم‌تر از آن، دادن یک ارزش-خودی به هر یک از شاگردان بود». 
پس از مدرسه، کازبی در دانشگاه مریلند به آموزش روان‌شناسی پرداخت و در آنجا با بیل کازبی آشنا شد.
در ژوئن ۱۹۸۷، جونیتا کول از دانشگاه هاوارد در واشینگتن دی.سی. یک دکترای علوم انسانی که یک مدرک دکترای افتخاری است را به کازبی اعطاء کرد.
کازبی در ۱۹۹۰ میلادی مدرک فوق لیسانس خود از دانشگاه ماساچوست در امهرست کسب کرده و متعاقباً در ۱۹۹۲ میلادی مدرک دکترای تخصصی خود را حاصل کرد. او در ۲۰۱۴ در مصاحبه‌ای با اپرا وینفری، گفت:
من در حالی که در میان سی سالگی‌ام قرار داشتم، به‌خوبی خودم را دریافتم. من یک مرحله گذار را سپری کردم. تصمیم گرفتم تا دوباره به کالج برگردم، چون زمانی که ۱۹ سال داشتم برای عروسی با بیل، ترک تحصیل کرده بودم. من پنج فرزند داشتم و تصمیم گرفتم تا دوباره برگردم. از لحاظ تحصیلی، من خود را قانع حس نمی‌کردم. من در پایان سال دوم تحصیلی، کالج را ترک کرده بودم. از این‌رو، من برگشتم و پس از اینکار، عزت نفسم بالا رفت. من مدرک دکترای خود را گرفتم و بعداً تصمیم گرفتم تا مدرک دکترا را نیز حاصل کنم. تحصیل به من کمک کرد تا از خودم بیرون شوم.

## حرفه
کازبی از زندگی اجتماعی دوری می‌کرد. او به عنوان مدیر شوهرش کار می‌کرد و از او به عنوان یک «تاجر زیرک» یاد شده‌است. در جریان مصاحبه‌ای با ایبونی، بیل کازبی اظهار داشت، «مردم ترجیح می‌دهند با من صحبت نمایند تا با کاملی. چون زمانی حرف از تجارت من باشد، کنار آمدن با او کار سختی است». او همچنین «به شوهرش در راستای تهیه مطالب همکاری می‌کرد/می‌کند»، از جمله پیشنهادهایی برای کازبی شو (The Cosby Show)، مثلاً پیشنهاد این‌که خانواده هاکستیبل یک خانواده از طبقه متوسط جامعه باشد از طبقه کارگر.
کازبی از ادبیات آفریقایی-آمریکایی حمایت نموده و برای چندین کتاب، پیش‌گفتار نوشته‌است: در ۱۹۹۳ میلادی برای کتاب میز خانواده ما: خاطرات دستور خوراک-پزی و خوراک‌ها از مدل‌های زندگی آفریقایی-آمریکایی اثر تیلما ویلیامز؛ در ۲۰۰۹ میلادی برای کتاب پویای موفقیت گرامی: فرزانگی از زنان برجسته اثر میشیل آر. رایت؛ و در ۲۰۱۴ برای کتاب مردی از ایسنس: ساختن یک مجله برای زنان سیاه‌پوست اثر ادوارد لویس ناشر مجله ایسنس.
در ۱۹۹۴ میلادی، کازبی کتاب تأثیرات تصویری تلویزیون: درک-خودی آفریقایی-آمریکایی‌های جوان را منتشر کرد، کتابی که «به‌طور شگفت‌انگیزی تأثیر مخرب تصاویر تحقیر کننده آفریقایی-آمریکایی‌ها که در رسانه‌ها تولید می‌گردد، را تشریح می‌کند». در نخست قرار بود این کتاب موضوع رساله مدرک دکترای وی باشد.
کازبی با دیوید سی. دریسکیل روی کتاب وی تحت عنوان آن سوی رنگ: هنر آفریقایی-آمریکایی در کلکسیون کامیلی ا. و ویلیام اچ. کازبی جونیور کار کرد، کتابی که روی کلکسیون هنری کازبی در ۲۰۰۱ میلادی متمرکز بود. کازبی و رینی پووسینت به‌طور مشترک اثر ثروت خردمندی: بزرگان نامور آفریقایی-آمریکایی صحبت می‌کند، را در ۲۰۰۴ میلادی ویرایش نمودند.
در ۲۰۰۱ میلادی، کازبی یکی از بنیان‌گذاران پروژه رهبری رؤیایی ملی (National Visionary Leadership Project) بود، گروهی که ماموریت‌شان «رشد رهبران نسل بعدی از طریق ثبت، حفظ و شریک ساختن داستان‌های بزرگان آفریقایی-آمریکایی خارق‌العاده» است.
کازبی یکی از تهیه‌کنندگان فیلم گفته‌های خود را داشته باشیم: ۱۰۰ سال نخست خواهران دیلانی است، فیلمی که مبتنی بر کتاب خود را داشته باشیم: ۱۰۰ سال نخست خواهران دیلانی توسط سارا «سادی» ال. دیلانی و ای. الیزابت «بیسی» دیلانی و امی هیل هیرث، می‌باشد. پس از موفقیت این فیلم، کازبی حقوق فیلم، صحنه و تلویزیونی این داستان را به‌دست آورده و بعدتر به عنوان مدیر اجرایی تولید تله‌فیلم ۱۹۹۹ به همین نام، کار کرد.

## انسان‌دوستی
سابقه انسان‌دوستی کازبی شامل اهدا به مدارس و بنیادهای آموزشی می‌شود. او عضو سازمان‌های انسان‌دوستانه ذیل است: عملیات PUSH، صندوق آموزشی سیاه‌پوستان متحد، کنفرانس رهبری مسیحی جنوبی، شورای ملی زنان سیاه‌پوست و ائتلاف ملی رنگین‌کمان از جسی جکسون.
کازبی و شوهرش در اوایل دهه ۱۹۸۰ میلادی مبلغ ۱۰۰٬۰۰۰ دلار را به دانشگاه ایالتی مرکزی (CSU)، دانشگاهی که پس از جنگ داخلی مختص سیاه‌پوستان در اوهایو بود، اهدا نموده و بار دوم در ۱۸۹۷ میلادی مبلغ ۳۲۵٬۰۰۰ دلار بخشش نمودند. در سپتامبر ۱۸۹۸، دانشگاه ایالتی مرکزی مسابقه «کلاسیک فوتبال کلیولند کامیل و بیل» را به افتخار کمک‌های آن‌ها برگزار نمود.
در ژانویه ۱۹۸۷ میلادی، خانواده کازبی ۱٫۳ میلیون دلار را به دانشگاه فیسک اهدا کرد. در نوامبر ۱۹۸۸، آن‌ها مبلغ ۲۰ میلیون دلار را به کالج اسپلمن در آتلانتا اهدا کردند، کالجی مختص زنان که اکثریت مطلق دانشجویان آن را زنان سیاه‌پوست تشکیل می‌دهند. براساس گزارش نیویورک تایمز، این هدیه بزرگترین اهدا به یک کالج سیاه‌پوست در تاریخ آمریکا است. پس از آن، این کالج ساختمان پنج طبقه‌ای ۹۲٬۰۰۰ متر مربع خود را به‌نام مرکز آکادمیک کامیل اولیویا هانکس نام‌گذاری نموده و همچنین یک روز را در کالج به‌نام روز کامیل کازبی تخصیص داد. چند ماه پس از اهدای اسپلمن، کازبی و شوهرش مبلغ ۸۰۰٬۰۰۰ دلار را به کالج طبی میهاری و ۷۵۰٬۰۰۰ دلار را به دانشگاه بیتون-کوکمن اهدا نمودند.
در ژوئیه ۱۹۹۲، سازمان ائتلاف ملی ۱۰۰ زن سیاه در جریان جشنواره‌ای که در موزه متروپولیتن نیویورک برگزار شده بود، جایزه کَندیسی را به کازبی اعطاء نمود، این جایزه به زنان اقلیت داده می‌شود که کمک‌های ارزشمندی به اجتماعات خود انجام داده‌اند. در آوریل ۲۰۰۵، کازبی ۲ میلیون دلار را به آکادمی سنت فرانسیس که یک مدرسه کاتلولیک سیاه‌پوستان در بالیتمور است، اهدا کرد. به‌خاطر این هدیه، این مدرسه می‌تواند ۱۶ بورسیه تحصیلی به نام کازبی به دانشجویان بدهد.

## پرونده‌های تجاوز جنسی بیل کازبی
کازبی از شوهر خود در مقابل اتهاماتی مبنی بر این‌که او در طول حرفه‌اش زنان را مورد تعرض جنسی قرار داده، دفاع نموده‌است. در ۲۰۱۴ میلادی، کازبی بیانیه‌ای صادر نموده و گفت که شوهر وی قربانی اتهامات بررسی‌نشده بوده‌است: «مردی که من با او آشنا شدم و عاشقش شدم و همواره دوستش دارم، مردی است که شما همه او را از طریق کارش می‌شناختید. او یک مرد مهربان… و یک همسر، پدر و دوست شگفت‌انگیز است».
در ۹ دسامبر ۲۰۱۵، وکیل دادگستری جوسیف کاماراتا، کازبی را به دادگاه احضار نمود تا یک شهادت‌نامه رسمی در رابطه با پرونده قضایی هتک حرمت که هفت زن بر علیه شوهر وی باز نموده بودند، ارایه نماید. یک قاضی صلح ایالات متحده بعدتر درخواست وی برای نقض احضاریه به دادگاه را رد نموده و به او دستور داده شد تا در محکمه با ایراد سوگند شهادت دهد. در شهادت‌نامه رسمی فوریه ۲۰۱۶، زمانی که از او پرسیده شد، آیا بیل به او وفادار بوده‌است، کازبی به امتیاز زناشویی متوصل شد. حمایت کازبی از شوهرش پرسش برانگیز شده‌است؛ نویسندهٔ پروگریسیو ریولوشن، الیس واشینگتن نوشت «... من از همدستی برده‌مانند و تکذیب روان‌پریشی کامیل، میخ‌کوب شده‌ام»، نویسنده فرض می‌کند که کامیل شاید «بزرگ‌ترین هم‌درد جنسی جامعه‌ستیز در تاریخ» باشد.
پس از این‌که شوهر وی در ۳ می ۲۰۱۸ به اتهام تجاوز جنسی مجرم شناخته شد، کازبی به دفاع از شوهر خود بیانیه‌ای سه صفحه‌ای منتشر نموده و طی آن مجرم شناخته‌شدن شوهرش را به قتل امت تیل به جرم نژادی مقایسه نمود، امت تیل یک پسر چهارده ساله سیاه‌پوست بود که پس از اتهام زنی مبنی بر این‌که او در فروشگاه بقالی خواندگی‌شان توسط وی اذیت شده‌است، لینچ شد. کازبی همچنین تقاضا نمود تا یک تحقیقات کیفری در مورد دادستان پنسیلوانیا که در عقب این گناهکار شمردن قرار داشت صورت گرفته و او همچنین استدلال نمود که شوهرش یک «تفاهم‌نامه الزام‌آور»، مبنی بر این‌که او در این پرونده محکوم نمی‌گردد، با بروس کاستور داشت. وبسایت اندیفیتید نوشت که «حرف‌های کامیل کازبی نشان می‌دهد که او در یک فضای قدیمی گیر کرده‌است». هاف‌پست این بیانیه کازبی را «عجیب و غریب» خواند.

## زندگی شخصی
هنگامی که کازبی مشغول آموزش در دانشگاه میرلند بود، در جریان سال دوم تحصیلی خود، بدون آشنایی قبلی با بیل قرار ملاقات عاشقانه گذاشت. مدت کوتاهی پس از شروع قرارهای ملاقات، آن‌ها باهم نامزد شدند و این زوج در ۲۵ ژانویه ۱۹۶۴ در یک کلیسای کاتولیک باهم ازدواج کردند (کامیل به‌طور برجسته‌ای مذهبی بود).
پس از ادواج، کازبی و شوهرش پنج فرزند داشتند: اریکا (متولد ۱۹۶۵ میلادی) ارین (متولد ۱۹۶۶ میلادی)، انیس (۱۵ آوریل ۱۹۶۹ – ۱۶ ژانویه ۱۹۹۷)، اینسا (۸ آوریل ۱۹۷۳ – ۲۳ فوریه ۲۰۱۸) و اوین (متولد ۱۹۷۶ میلادی).
انیس در ۱۶ ژانویه ۱۹۹۷ زمانی که ۲۷ سال داشت، به قتل رسید. پس از قتل وی، کازبی نامه‌ای به یواس‌ای تودی با عنوان «آمریکا تنفر از سیاه‌وستان را به قاتل پسرم یاد داد» نوشته و او در این نامه «آمریکا را برای آموزش تعصب به قاتل پسرش که باعث انگیزش این عمل مرگبار شد، به سختی سرزنش کرد». این نامه بحث‌برانگیز مورد پذیرش گرم کارشناسان یا رسانه‌ها قرار نگرفت. نویسندگان استیفن و ابیگیل تیرنستروم نوشتند که به باور آن‌ها مقاله کازبی «نومیدی اشتباهی بود…[که] پیشرفت بیشتر» در ایجاد روابط میان نژادها در ایالات متحده را تهدید می‌کند.
دختر کازبی، اینسا، در ۲۳ فوریه ۲۰۱۸ بر اثر بیماری کلیه، در حالی‌که در عمر ۴۴ سالگی در انتظار پیوند کلیه بود وفات کرد.
کازبی در ۱۹۸۲ میلادی به ریویرند جسی جکسون و همسر وی ژاکلین جکسون؛ عضو کنگره ویلیام اچ. گری سوم؛ و تاریخ‌نگار ماری فرانسیس بیری ملحق شد تا پاپ ژان پل دوم را در واتیکان ملاقات نماید، جای که آن‌ها به‌طور گروهی با پاپ عکس گرفتند.
کازبی، همراه با بیل، در نسخه ۱۹۶۶ جلد مجله ایبونی قرار داده شده بود. در ۱۹۹۶ میلادی، او توسط همین مجله یکی از «۱۵ زن زیبای سیاه‌پوست» عنوان شد.

### کلکسیون آثار هنری
کازبی یک گردآوری‌کننده پرذوق آثار هنری است، از جمله لحاف‌های آمریکایی-آفریقایی. او در کلکسیون شخصی خود، کارهای متعدد الیس رولی را دارد. او مضمون چندین تصویر هنرمند سیمی کناکس بوده‌است. در دسامبر ۱۹۸۱، او نقاشی هنری اساوا تنر که معروف به فقیرِ شاکر است را از ساتبیز خریداری نموده و به عنوان هدیه کریسمس به شوهرش داد. در ۲۰۱۸ میلادی، کازبی و شوهرش نقاشی از توماس هارت بینتون معروف به رفتن به غرب را در مقابل یک مبلغ نامعلوم به فروش رساندند، این اثر پس از نقاشی در ۱۹۲۶ میلادی تنها دوبار در معرض دید مردم قرار گرفته‌است.